# 山田霊林
山田 霊林（やまだ れいりん、1889年1月20日 - 1979年7月15日）は、曹洞宗の僧侶・禅思想家。駒澤大学総長を務めた。

## 生涯
岐阜県高山市天性寺町生まれ。別名号・鷲峰霊林、仏真宏照禅師。1915年曹洞宗大学（現・駒澤大学）卒業。曹洞宗宗学研究生、1918年 - 1925年總持寺宗学研究員。雑誌『禅の生活』の編集主幹となり、講話やラジオ放送に活躍した。1926年世田谷中学校教頭、1938年校長、1941年駒澤大学学監、1942年同大教授、1953年曹洞宗宗学研究所副所長、1960年北米開教総監、1961年「道元禅の基本的性格とその正修行」で駒澤大学文学博士、1964年駒大総長に就任。1968年永平寺副貫首、1975年永平寺75世貫首となる。

## 著書
- 『禅学読本』第一書房 1934　宝文館出版、1977
- 『禅生活十二ケ月』第一書林 1935
- 『坐禅の書』第一書房 1936
- 『禅学入門の書』実業之日本社 1937
- 『大衆仏教全集 第1 仏教の入門』大衆仏教全集刊行会 1936
- 『新時代の禅』大東出版社 1939
- 『禅の開きゆく人生 正法眼蔵現代語訳』第一書房 1941
- 『日本人の生死観と禅』至文堂 1944
- 『正法眼蔵講話』河出書房 現代聖典講話 1955
- 『禅と人生』河出新書 1956
- 『現代生活者と禅・修証義講話 山田霊林著作集』宝文館出版 1966
- 『正法眼蔵現成公案・坐禅の書・参禅体験記 山田霊林著作集』宝文館出版 1966
- 『正法眼蔵弁道話・禅の講話 山田霊林著作集』宝文館出版 1966
- 『昭和仏教全集 禅の生活十二カ月 山田霊林集』教育新潮社 1966
- 『いやなこと,悲しいことを忘れる技術  東洋的実用書』光文社カッパ・ブックス 1966　のち知恵の森文庫
- 『人間禅話』雄渾社 現代人生論法話　1972
- 『正法眼蔵随聞記講話』大法輪閣 1979

### 共著
- 『禅とキリスト教 対話』桑田秀延共著 潮文社 1967
- 『道元禅師学道用心集講話』服部松斉共著 大法輪閣 1981